# Chamole
Chamole é uma comuna francesa na região administrativa de Borgonha-Franco-Condado, no departamento de Jura. Estende-se por uma área de 5,78 km². Em 2010 a comuna tinha 171 habitantes (densidade: 29,6 hab./km²).